# LOLCODE
LOLCODE är ett esoteriskt programspråk skapat efter Internet-memen lolcat.  
Språket är Turingkomplett och det finns flera implementationer.
Ett klassiskt exempel: 
```
HAI
CAN HAS STDIO?
VISIBLE "HAI WORLD!"
KTHXBYE
```